# Округ Ингам (Мичиген)
Ингам (енгл. Ingham County) је округ у америчкој савезној држави Мичиген.

## Демографија
По попису из 2010. године број становника је 280.895, што је 1.575 (0,6%) становника више него 2000. године.
| Група             | 2000.           | 2010.           |
| Белци             | 214.685 (76,9%) | 203.459 (72,4%) |
| Афроамериканци    | 30.340 (10,9%)  | 33.047 (11,8%)  |
| Азијати           | 10.273 (3,7%)   | 14.599 (5,2%)   |
| Хиспаноамериканци | 16.190 (5,8%)   | 20.526 (7,3%)   |
| Укупно            | 279.320         | 280.895         |